# Jantra
Lo Jàntra (in bulgaro Янтра?, in latino Iatrus) è un fiume della Bulgaria settentrionale, affluente di destra del Danubio. 
È lungo 285 km (il terzo fiume bulgaro affluente del Danubio per lunghezza) ed il suo bacino copre un'area di 7.862 km².

## Geografia
Il fiume nasce dal versante settentrionale dell'Hadži Dimităr, nei monti Balcani centrali, a 1.340 m d'altezza. 
Nel corso superiore viene spesso chiamato Etăr (in bulgaro Етър?), il suo antico nome. 
Presso Svištov confluisce nel Danubio.
Caratteristica del fiume sono le gole che forma attraversando l'area dei Balcani, la più grande delle quali, presso Veliko Tărnovo, misura 7 km di lunghezza, anche se in realtà è lunga il doppio, a causa delle molte curve effettuate dal suo corso.
Le principali città che sorgono sul suo corso sono Gabrovo, Veliko Tărnovo, Gorna Orjahovica, Polski Trămbeš e Bjala, presso la quale si trova il famoso Ponte Belenski.

### Omaggi
Al fiume Jantra sono intitolati la grotta di Jantra, sull'isola Livingston, nelle isole Shetland Meridionali (Antartide), e la squadra di calcio dello Jantra Gabrovo.